# Frutos del País (banda)
Frutos del País fue un grupo chileno de rock formado Santiago en 1971 y disuelto en 1975.

## Influencias y estilo
Frutos del País fue una de las bandas pioneras en incursionar en el género del rock progresivo en Chile. A diferencia de muchas bandas contemporáneas connacionales, no experimentaron con la fusión del rock y la instrumentación folclórica (especialmente andina), sino que desarrollaron un sonido más cercano al rock progresivo más puro.
El sonido de la banda se caracterizaba por el uso del órgano Hammond, ejecutado por el tecladista Hugo Raymond. Su estilo musical estaba fuertemente influenciado por la agrupación británica Procol Harum. Canciones como "Sin ti", "Tarde triste" y, en especial, "Todavía te quiero" evidencian dichas influencias, cuyos pasajes instrumentales parecieran ser variaciones sobre A Whiter Shade of Pale.

## Historia
Frutos del País fue fundada por el cantante y bajista Reinaldo González en 1971, tras la separación de su anterior banda, los Beat 4. Al año siguiente, la banda edita su primer LP, homónimo, donde incluirían su mayor éxito, "Sin ti".

## Discografía
- 1972 - Frutos del País (RCA Victor)
- 1974 - Y volar... y volar (Asfona)